# أليساندرو ملي
أليساندرو ملي (بالإيطالية: Alessandro Melli)‏ هو لاعب كرة قدم إيطالي في مركز الهجوم، ولد في 11 ديسمبر 1969 في جرجنت في إيطاليا. شارك مع منتخب إيطاليا تحت 18 سنة لكرة القدم ومنتخب إيطاليا تحت 20 سنة لكرة القدم ومنتخب إيطاليا تحت 21 سنة لكرة القدم ومنتخب إيطاليا لكرة القدم. أما مع النوادي، فقد لعب مع إيه سي ميلان ونادي أنكونا ونادي بارما ونادي بيروجيا ونادي سامبدوريا ونادي مودينا.

## وصلات خارجية
- أليساندرو ملي على موقع الاتحاد الدولي (مؤرشف)  (الإنجليزية)
- أليساندرو ملي على موقع قاعدة بيانات كرة القدم.إي يو (الإنجليزية)
- أليساندرو ملي على موقع ناشيونال فوتبول تيمز (الإنجليزية)
- أليساندرو ملي على موقع Soccerway.com (الإنجليزية)
- أليساندرو ملي على موقع عالم كرة القدم.نت (الإنجليزية)
- أليساندرو ملي على موقع أوليمبيديا (الإنجليزية)